# Грушівка (Німанський район)
Грушівка (рос. Грушевка) — селище Німанського району, Калінінградської області Росії. Входить до складу Лунінського сільського поселення.
Населення —  8 осіб (2015 рік). 